# Шамаш-шум-укін
Шамаш-шум-укін (д/н —12 липня 648 до н. е.) — цар Вавилону в 668—648 роках до н. е. Ім'я перекладається як «Шамаш встановив спадкоємця».

## Життєпис

### Початок правління

Вавилонія за часів Шамаш-шум-укіна

Походив з Ассирійської (IX Вавилонської) династії. Син Асархаддона, царя Ассирії. Близько 670 року до н. е. батько зробив Шамаш-шум-укін спадкоємцем трону Вавилонії. Водночас оголосив його брата Ашурбаніпала спадкоємцем трону з тим, щоб той при отриманні влади зробив Шамаш-шум-укіна царем Вавилонії. Після смерті батька 669 року до н. е. Ашурбаніпал намагався зберегти цілісність держави, не бажаючи надавати трон братові. Втім через загальне невдоволення вавилонян вимушений був 668 року до н. е. поступитися. Шамаш-шум-укін став царем Вавилону, проте визнав зверхність Ассирії. Водночас йому дісталася лише північна частина колишнього Вавилонського царства. Також до Вавилону було повернуто священну статую Мардука і скарби храмів.
Спочатку основні зусилля спрямував на відновлення господарства, храмів, здобуття підтримки жрецтва і знаті. Він оновив вавилонські храми (Есагіла в Вавилоні, Ебарра в Сіппарі), побудував святилище божества Набу в Борсіппі, відновив фортечну стіну в Сіппарі. Офіційною знову стала шумерська мова, на якій створювали написи. Шамаш-шум-укін також посилив владу, приборкавши місцеву знать.
У 665 році до н. е. проти Вавилонії виступив Уртакі, цар Еламу. На бік останнього перейшов ассирійський намісник в Примор'ї — Набу-шум-ереш. Також підтримки надав Бел-ікіш, володар арамейського «князівства» гамбулу. Вороги взяли в облогу Вавилон. За цих обставин Шамаш-шум-укін звернувся по допомогу до брата. Швидким рухом війська Ашурбаніпал знняв облогу, а потім завдав антиассирійській коаліції поразки.

### Війна з Ассирією
З цього часу Ашшурбанапал став все більше втручатися у справи Вавилону, що викликало невдоволення Шамаш-шум-укін, який прагнув незалежності. Для успіху в цій справі він вирішив створити потужну коаліцію. До неї долучилися Елам, Юдейське царство, Мідія, Персида, фінікійські міста Тир, Акка, Арвад, халдейські і арамейські князівства Примор'я, Сінмагір, Пукуду, арабські племена арібу, кедри, набатеїв. Шамаш-шум-укін, мабуть, вступив в союзні відносини з Єгиптом і Лідією.
653 рокудо н. е. Єгипет і Лідія відкрито виступили проти Ассирії. Навесні 652 року до н. е. Шамаш-шум-укін спорядив почесне посольство до Ніневії для вшанування Ашшурбанапала. Під цим приводом він випровадив з Вавилону очільників «проассирійської партії» і підняв повстання. Невдовзі йому на допомогу прибули араби. Проте міста Куту, Урук і Ур, а також халдейські племена амуккані й даккурі зберегли вірність Ассирії, що створило небезпеку для Вавилона. Внаслідок цього Елам, халдеї та арамеї Примор'я обрали політику очікування. В свою чергу Шамаш-шум-укін швидко захопив місто куту, знищив ассирійські залоги на півночі Вавилонії.
В цей час цар Ашурбаніпал за підтримки кімерійців здолав Лідію й 651 року до н. е. повернув війська проти Вавилонського царства. Ассирійці біля Вавилону спочатку перемогли Шамаш-шум-укіна, па потім його арабських союзників. В цій ситуації на допомогу прийшов Хумбан-нікаш II, цар Еламу, який взяв в облогу важливе місто Урук. В свою чергу халдейський князь Набу-бел-шумате (онук колишнього вавилонського царя Мардук-апла-іддіни II) перейшов на бік еламітів, захопивши місто Ур. Шамаш-шум-укін спробув з'єднатися з еламським військом, але у битві біля міста Баб-Самі зазнав нової поразки.
У лютому 650 року до н. е. ассирійці захопили місто Ніппур, а згодом у битві біля Мангілі (неподалік Дера) перемогли еламітське військо. Також внаслідок інтриг ассирійців в Еламі відбувсязаколот, внаслідок якого царя Хумбан-нікаша II було повалено. разом з тим ассирійці не допустити просування єгипетського війська Сирією в напрямку до Вавилону. Фараон Псамметіх I вимушений був відступити в межі Єгипту. В результаті Шамаш-шум-укін опинився сам-на-сам з Ассирією.
Протягом 650 року тривала ассирійська облога основних міст Вавилонського царства. Деякий спротив ще чинив Набу-бел-шумате, але зрештою після відчутних поразок втік до Еламу. Навесні 649 року до н. е. ассирійці ліквідували спробу нового еламського царя Таммаріту I допомогти вавилонському володареві. З літа 649 до червня 648 року до н. е. ассирійці підкорили міста Куту, Сіппар і Борсіппу.

### Загибель
Відчуваючи безнадійність становища через значний голод у Вавилоні 12 липня 648 року до н. е. Шамаш-шум-укін підпалив свій палац і разом із жінками свого гаремута дітьми кинувся в полум'я. Ассирійці вчинили на вулицях Вавилона різню, проте руйнувати місто не зважилися. Усі права міст Вавилонії було скасовано. Новим царем було призначено Кандалану